# Лавесьер
Лавесье́р (фр. Laveissière, окс. La Vaissièra) — коммуна во Франции, находится в регионе Овернь. Департамент — Канталь. Входит в состав кантона Мюра. Округ коммуны — Сен-Флур.
Код INSEE коммуны — 15101.
Коммуна расположена приблизительно в 420 км к югу от Парижа, в 80 км южнее Клермон-Феррана, в 36 км к северо-востоку от Орийака.

## Население
Население коммуны на 2008 год составляло 574 человека.
| 1962 | 1968 | 1975 | 1982 | 1990 | 1999 | 2008 |
| ---- | ---- | ---- | ---- | ---- | ---- | ---- |
| 490  | 526  | 588  | 623  | 611  | 586  | 574  |

## Экономика
В 2007 году среди 406 человек в трудоспособном возрасте (15—64 лет) 323 были экономически активными, 83 — неактивными (показатель активности — 79,6 %, в 1999 году было 77,0 %). Из 323 активных работали 313 человек (179 мужчин и 134 женщины), безработных было 10 (4 мужчин и 6 женщин). Среди 83 неактивных 21 человек были учениками или студентами, 38 — пенсионерами, 24 были неактивными по другим причинам.

## Достопримечательности
- Водонапорная башня в деревне Льоран (1898). Памятник истории с 1991 года[3]

## Фотогалерея

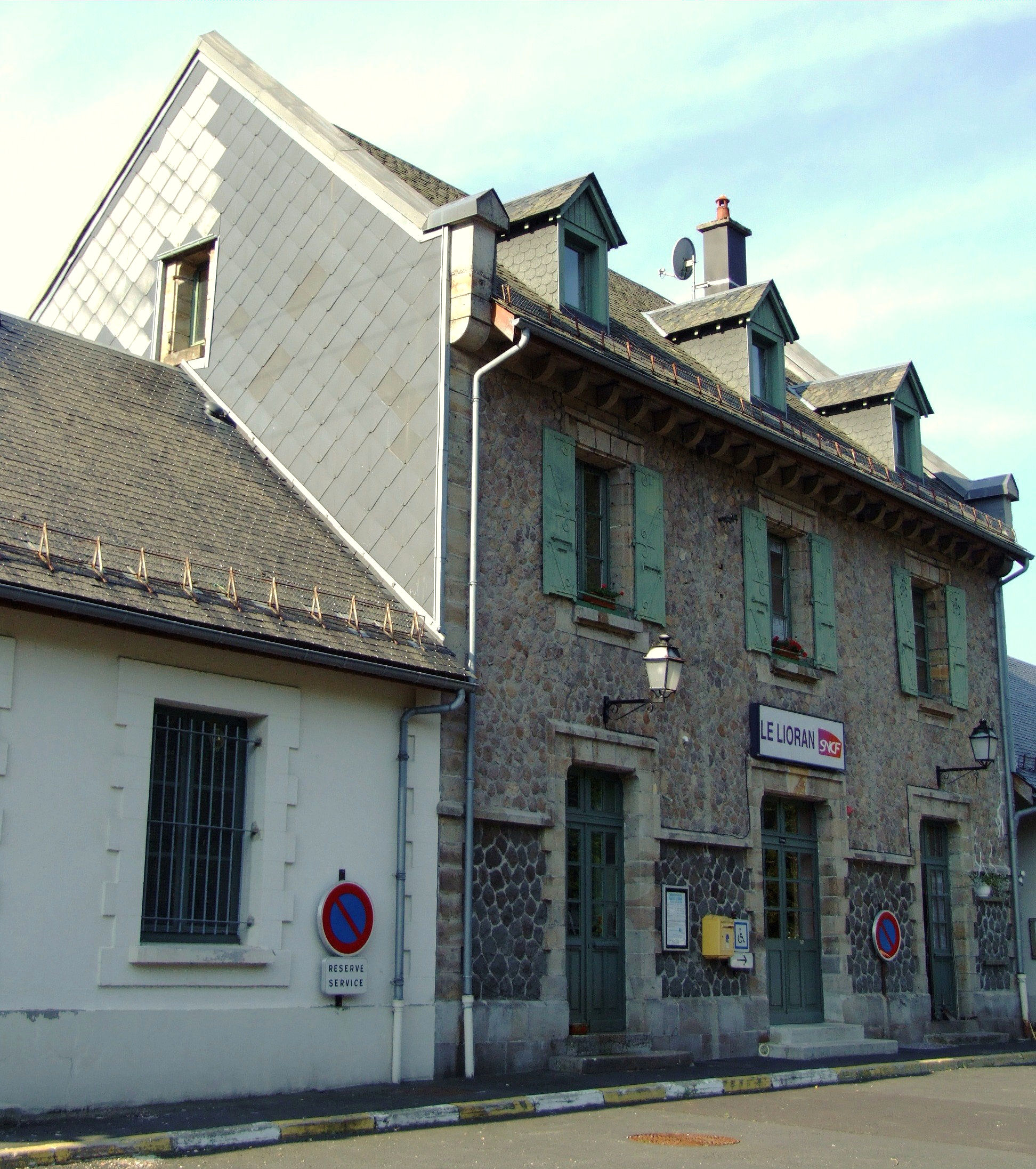
Вокзал в Льоране
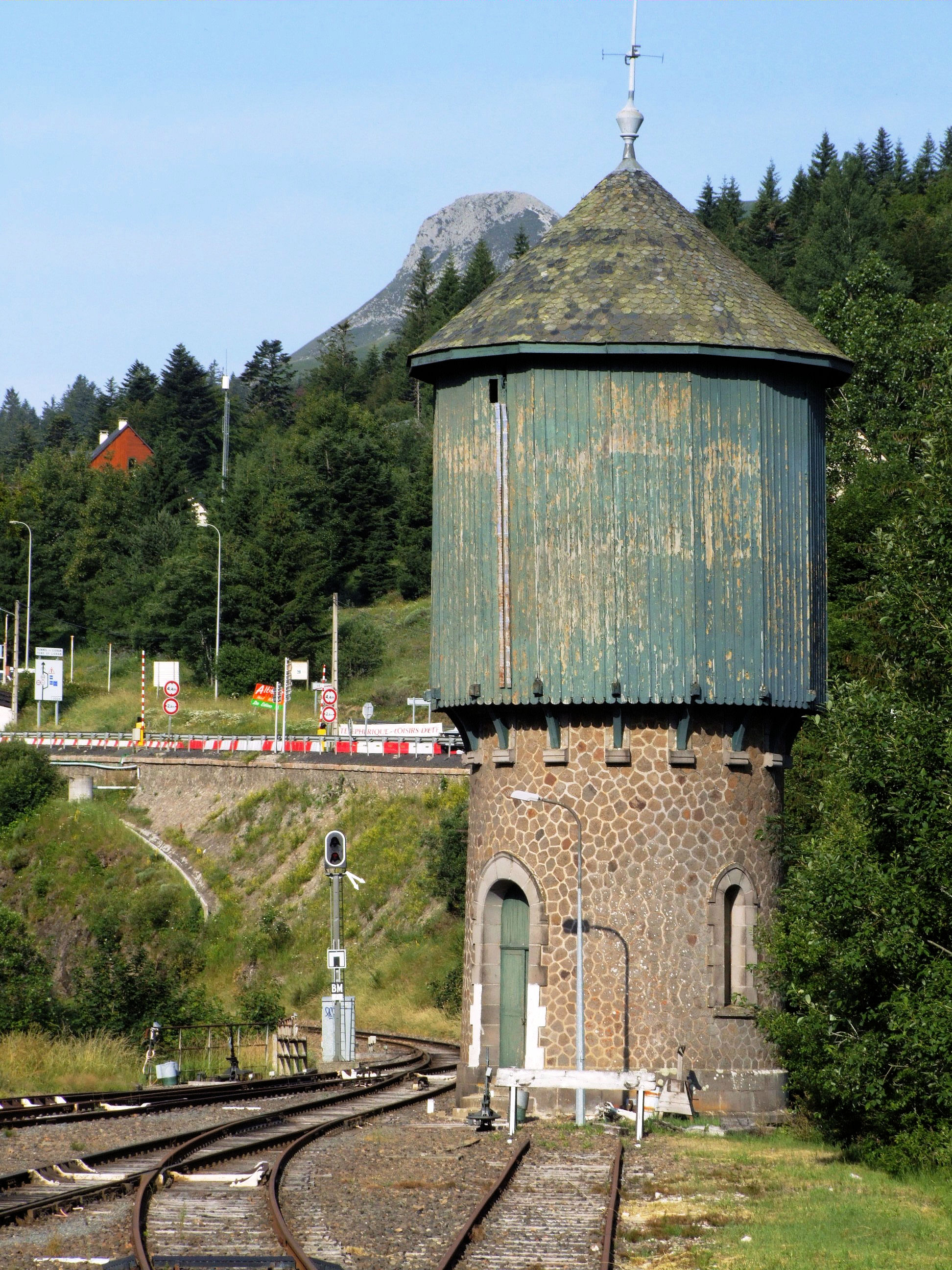
Водонапорная башня в Льоране
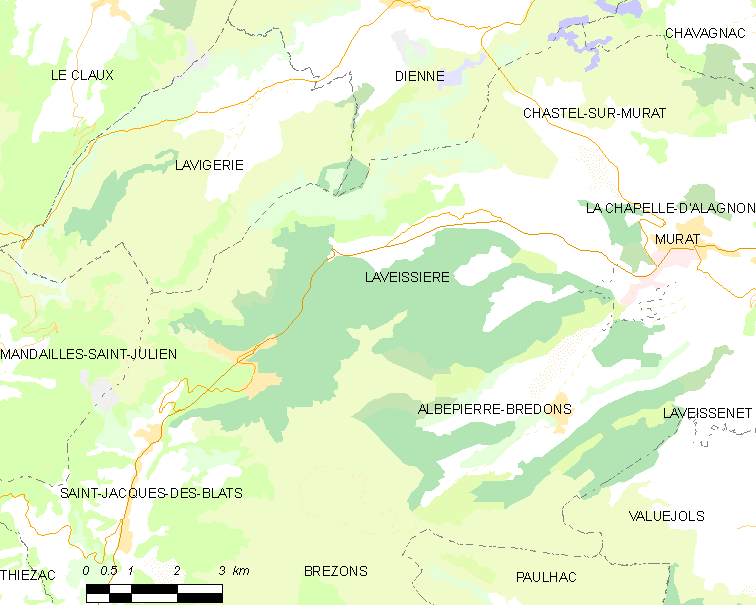
Карта коммуны